# الأفارقة البيض من أصل أوروبي

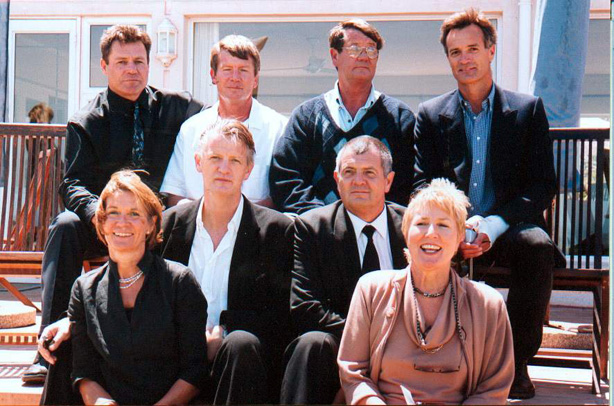

الأفارقة البيض من أصل أوروبي هم أحفاد أي من المجموعات العرقية البيضاء التي نشأت في القارة الأوروبية. في عام 1989، كان هناك ما يقدر بـ 4.6 مليون أبيض من أصول أوروبية في القارة الأفريقية. أغلبهم من أصول هولندية، وبريطانية، وبرتغالية، وألمانية، وفرنسية؛ وإلى حد أقل هناك أيضًا أولئك الذين ينحدرون من الإيطاليين والأسبان واليونانيين. كانت الأغلبية تعيش على طول ساحل البحر الأبيض المتوسط أو في الجنوب الأفريقي.
نشأت أولى الجماعات الأوروبية الدائمة في أفريقيا في رأس الرجاء الصالح؛ لواندا، وفي أنغولا؛ جزيرة ساو تومي؛ وسانتياغو، الرأس الأخضر عن طريق قدوم تجار أو أفراد عسكريين برتغاليين وهولنديين. ظهرت مجموعات أخرى من المستوطنين عندما استعمرت فرنسا وبريطانيا القارة الأفريقية. قبل إنهاء الاستعمار الإقليمي، كان عدد الأفارقة البيض قد وصل إلى 6 ملايين شخص، وكانوا متوزعين في كل جزء من القارة.
ترافق نزوح الاستعمار الطوعي بالاستقلال في معظم الدول الأفريقية. رحل موزمبيق البرتغاليون، الذين بلغ عددهم نحو 200 ألف نسمة في عام 1975، بأعداد كبيرة بسبب السياسات الاقتصادية الموجهة ضد ثرواتهم؛ يبلغ عددهم الآن 82 ألف نسمة. وفي زيمبابوي، كان الدافع وراء رحيل البيض هو برنامج عدواني لإصلاح الأراضي استقدمه الرئيس الراحل روبرت موغابي مترافقًا مع الإنهيار الاقتصادي للبلاد.في يبوروندي، طُرد مجتمع البيض المحلي من قبل حكومة ما بعد الاستعمار التي جاءت بعد الاستقلال.
الدولة الأفريقية التي تضم أكبر عدد من السكان البيض من أصل أوروبي، سواء من حيث العدد أو النسبة، هي جنوب أفريقيا، التي يبلغ عددهم فيها أكثر من 4 ملايين نسمة (إذ يشكلون 7.8% من السكان). على الرغم من أن الأقليات البيضاء لم تعد تتمتع بالسلطة السياسية الحصرية، إلا أن بعضها لا يزال يحتفظ بمراكز رئيسية في الصناعة والزراعة التجارية في عدد من الدول الأفريقية.

## نظرة عامة

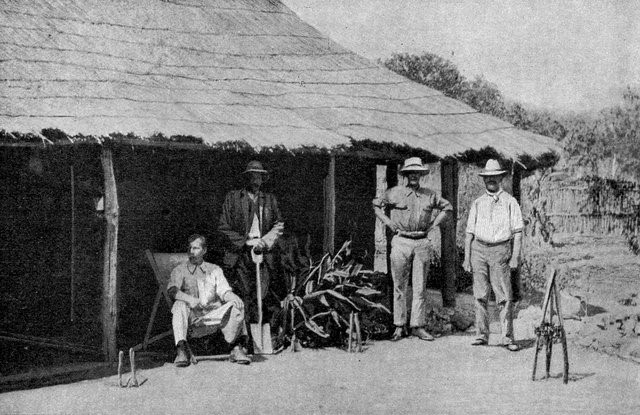
مزارعون في مزرعة فواكه في روديسيا الجنوبية (زيمبابوي حاليًا)، أوائل عشرينيات القرن العشرين. صورة التقطتها شركة جنوب أفريقيا البريطانية لإعلان، من المفترض أنه يهدف إلى جذب مستوطنين أوروبيين جدد إلى أراضيها في جنوب أفريقيا.

نزعت أنماط الاستيطان الأوروبية في أفريقيا عمومًا نحو الأراضي التي لا يقل ارتفاعها عن 910 متر (3000 قدم) فوق سطح البحر، وبمعدل هطول سنوي للأمطار يزيد عن 510 ملمتر (20 إنش) ولكن لا يزيد عن 1020 ملم (40 إنش)، وحرية نسبية بعيدًا عن ذبابة تسي تسي. على النقيض من غرب ووسط أفريقيا، اجتذبت المناخات الأكثر اعتدالًا وجفافًا في شمال أفريقيا وشرقها وجنوبها أعدادًا كبيرة من المهاجرين الأوروبيين الدائمين. اعتُبر معدل الأمطار السنوية المعتدل الذي لا يزيد عن 1020 ملم ملائمًا خصوصًا لأنشطة الزراعة المعتدلة التي اعتاد عليها كثيرون. على هذا فإن الأجزاء الأولى من أفريقيا التي قطنها الأوروبيون تقع في الأطراف الشمالية والجنوبية من القارة؛ وكان بين هاتين المنطقتين أمراض فتاكة ومناخ استوائي استبعد وجود الاستيطان الدائم للأوروبيين فيها حتى أواخر القرن التاسع عشر. أدى اكتشاف موارد قيمة في الداخل الأفريقي وإدخال الكينين كعلاج للملاريا إلى تغيير هذا النمط الذي طال أمده، ووصلت إلى القارة موجة جديدة من المهاجرين الأوروبيين بين عامي 1890 و1918.
كانت مُعظم الأراضي التي حصل عليها المستوطنون الأوروبي تُزرع محاصيل الحبوب أو لتربية الماشية، وهو ما كان أكثر شيوعًا لدى المهاجرين عوضًا عن زراعة محاصيل استوائية تهدف إلى إنتاج محاصيل موجهة للتصدير مثل المطاط وزيت النخيل. كانت النتيجة المباشرة لهذا التفضيل أن الأقاليم التي يتجاوز معدل هطول الأمطار فيها عن 1020 ملم طورت اقتصادات قوية قائمة على الزراعة ولكنها لم تنتج تقريبًا أي طعام يتجاوز ما يزرعه المنتجون على مستوًى ضيّق من الشعوب الأصلية؛ أصبحت المناطق التي تعيش فيها مجتمعات زراعية واسعة من البيض كبيرة أكثر اكتفاءً ذاتيًا من حيث إنتاج الغذاء غالبًا ما أدى هذا الأخير إلى خلاف حادّ بين المستوطنين الأوروبيين والقبائل الأفريقية السوداء في التنافس على الأرض. بحلول عام 1960، كانت سبع مستعمرات بريطانية وفرنسية وبلجيكية على الأقل، بالإضافة إلى اتحاد جنوب إفريقيا، قد شرّعت قانونًا يحفظ نسبة ثابتة من الأرض لملكية البيض. سمح ذلك للمستوطنين عديمي الضمير بإضفاء الشرعية على مصادرتهم للأراضي وبدأوا عملية كانت لها النتيجة النهائية بتسليع الأراضي في أفريقيا المستعمرة. وهكذا، برز توزيع الأراضي كمسألة مثيرة للجدل للغاية في الأقاليم التي تضم أعدادًا كبيرة من المستعمرين الأوروبيين الدائمين. خلال الخمسينيات، كان الأفارقة السود يملكون فقط نحو 13.7% من الأراضي في جنوب أفريقيا وأقل قليلًا من 33% من الأراضي في روديسيا الجنوبية. كانت النتيجة حتمية لهذا العامل، التي تفاقمت بسبب إرتفاع معدلات النمو السكاني، هي الزيادة الكبيرة في أعداد المزارعين السود إضافة إلى حشد مواشيهم في مناطق متزايدة بالاكتظاظ.
قبل عام 1914، شجعت الحكومات الاستعمارية الاستيطان الأوروبي على نطاق واسع، على أساس افتراض أن ذلك شرط مسبق للتنمية والنمو الاقتصادي على المدى الطويل. فقد هذا المفهوم شعبيته عندما أصبح من الواضح أن الشركات المتعددة الجنسيات التي تُمَوَّل من رؤوس أموال أجنبية، مقترنة بعمالة أفريقية رخيصة، كانت أكثر إنتاجية وكفاءة في بناء اقتصادات مُوَجّهة نحو التصدير لصالح القوى الكبرى. خلال فترة الكساد الكبير، تكبّدت الشركات الصغيرة المملوكة محليًا والتي يديرها أصحاب البشرة البيضاء خسائر هائلة في محاولة لمنافسة الشركات التجارية الضخمة وخفض تكاليف إنتاج الفلاحين السود (كانت جنوب أفريقيا الاستثناء الوحيد للقاعدة، حيث كانت الشركات المملوكة من قبل البيض والعمالة لديها مدعومة إلى حد كبير من قبل الدولة).
على النقيض من المستعمرات الاستيطانية السابقة الأخرى مثل المستعمرات في الأمريكتين وأستراليا ونيوزيلندا، لم يتفوق الأوروبيون وذريتهم في القارة الأفريقية لم قط على السكان الأصليين من حيث العدد؛ إلا أنهم مع ذلك أوجدوا طرقًا لتوطيد سلطتهم وممارسة تأثير غير متناسب على السياسات الإدارية لبلدانهم الحضرية. فقد البعض شعورهم بالانتماء الأوروبي وأنشؤوا حركات قومية خاصة بهم، وتحديدا في جنوب أفريقيا وروديسيا (زمبابوي). اعتُبر المستوطنون البيض الدائمون عبئًا متزايدًا من جانب الإدارات الاستعمارية لأنهم يسعون إلى الهيمنة على أوطانهم الأفريقية الجديدة. إذ كانوا يميلون إلى إشراك الحكومة في الصراعات مع الأفارقة، الأمر الذي تطلب حملات عسكرية مكلفة وألحق أضرارًا متشابكة بالعلاقات بين هذه القوى والقوى الكبرى. كان هذا النمط شائعًا في مختلف أنحاء المستعمرات الأفريقية من أواخر القرن الثامن عشر إلى أوائل القرن العشرين. في مستعمرة كيب الهولندية على سبيل المثال، قام الحاكم خواكيم فان بليتنبيرغ بترسيم حدود الإقليم نحو عام 1778 بموافقة من مشايخ كوسا؛ وفي السنة التالية، انتهك المستعمرون الهولنديون الحدود وهاجموا كوسا، ما أثار حروب كوسا الدموية. ساهمت النزاعات الساخنة بين المستوطنين الألمان وشعبي ماتومبي ونجوني مساهمة كبيرة في تمرد ماجي ماجي في الفترة بين عامي 1905 و1907. خلال نفس الفترة، كان سكان كينيا الأوروبيون البريطانيون مسؤولين إلى حد كبير عن استفزاز حملة عسكرية لإعادة السلام ضد شعب الماساي.